# Fan Je
Fan Je, z vljudnostnim imenom Vejdzong, je bil kitajski zgodovinar in politik dinastije Lju Song v obdobju severnih in južnih dinastij in urednik Knjige Kasnejšega Hana, * 389, † 23. januar 446.
Fan Je je bil četrti sin Fan Taja, uradnika dinastij Vzhodni Džin in Lju Song. Rojen je bil v  sedanjem Šaošingu, njegovi predniki pa so bili iz Nanjanga v Henanu. 
Bil je znan ateist, ki je močno kritiziral budizem, jin in jang ter koncept nebeškega mandata. V ta namen je kot dokaz navajal znanstvene študije Džang Henga. 

## Vir
- Tan, Jiajian. "Hou Hanshu" ("Book of Later Han"). Encyclopedia of China (Chinese Literature Edition), 1st ed.